# Jack C. Haldeman II
Jack Carroll Haldeman II, detto Jay (Hopkinsville, 18 dicembre 1941 – Gainesville, 1º gennaio 2002), è stato uno scrittore di fantascienza statunitense, vincitore del Premio Nebula per il miglior racconto breve e del Premio Locus per miglior racconto breve.

## Biografia
Fratello dello scrittore di fantascienza Joe Haldeman, studiò ingegneria ambientale all'Università dell'Oklahoma. Nel 1971 entrò a far parte dei Science Fiction and Fantasy Writers of America.
Era sposato con la scrittrice Barbara Delaplace, con la quale scrisse alcuni racconti.

## Opere
(è indicata la prima edizione italiana, ove tradotte)

### Romanzi
- Vector Analysis, 1978
- La scuola delle stelle o Terra (Starschool, 1979), come La scuola delle stelle, traduzione di Giuseppe Lippi, in Rivista di Isaac Asimov. Avventure Spaziali e Fantasy 2, SIAD Edizioni, 1979 (romanzo breve, con Joe Haldeman)
- La scuola delle stelle su Inferno o Hell (Starschool on Hell, 1979), come La scuola delle stelle su Inferno, traduzione di Stefano Negrini, in Rivista di Isaac Asimov. Avventure Spaziali e Fantasy 3, SIAD Edizioni, 1980 (romanzo breve, con Joe Haldeman)
- I giorni delle chimere (The Fall Of Winter, 1985), traduzione di Laura Serra, Urania 1022, Arnoldo Mondadori Editore, 1986
- There Is No Darkness, 1983 (con Joe Haldeman)
- Echoes Of Thunder, 1991 (con Jack Dann)
- High Steel, 1993 (con Jack Dann)

### Antologie con opere di Jack Haldeman
- Alternities, 1974
- TV: 2000, 1982
- 100 Great Fantasy Short Short Stories, 1984
- Shadows 7, 1984
- Scuola di sopravvivenza, Cosmo. Collana di Fantascienza 155, Editrice Nord, 1985. Raccoglie romanzi brevi e racconti scritti con Joe Haldeman.
- First Contact, 1987
- Alternate Warriors, 1993
- By Any Other Fame, 1993
- Alternate Worldcons, 1994
- Bruce Coville's Book of Aliens: Tales to Warp Your Mind, 1994
- Deals with the Devil, 1994
- Warriors of Blood and Dream, 1995
- Alternate Tyrants, 1997